# Spoorlijn 154 (België)
Spoorlijn 154 is een Belgische spoorlijn door het Maasdal tussen Namen en Dinant. Eerder liep de lijn door tot in Heer-Agimont bij de Franse grens, waar ze bij Givet aansloot op het Franse spoorwegennet.

## Geschiedenis
Op 5 februari 1862 werd het baanvak Namen - Dinant opengesteld, exact 1 jaar later gevolgd door het baanvak Dinant - Givet (in Frankrijk). Deze lijn werd tussen 1862 en 1940 uitgebaat door de spoorwegmaatschappij Nord – Belge. Daarna werd de maatschappij opgenomen in de NMBS.
De oorspronkelijk enkelsporige lijn werd in 1915 door de Duitse bezetter op dubbelspoor gebracht; in de jaren 1968-1971 werd het baanvak Y Neffe - Heer-Agimont teruggebracht op enkelspoor. Op 1 juni 1988 werd het reizigersvervoer tussen Dinant en Givet opgeheven, ongeveer 1 jaar later gevolgd door de stopzetting van het goederenvervoer. Dit na een voorstel van de NMBS om deze lijn per 29 mei 1988 te sluiten in verband met het zeer lage aantal reizigers dat destijds van deze verbinding gebruikmaakte (7 reizigers per treinkilometer in de daluren). Tussen 1990 en 2000 werd dit baanvak toeristisch uitgebaat door de Chemins de Fer à Vapeur des 3 Vallées (CFV3V). Sedertdien zijn er af en toe stemmen opgegaan om de internationale lijn te heropenen. In december 2021 ondertekenden de Belgische en Franse ministers van transport een intentieverklaring om het baanvak tussen Dinant en Givet opnieuw te openen voor reizigersverkeer.
Vanaf 27 mei 1990 konden elektrische treinen (3 kV) tot in Dinant rijden. Vanaf 15 december 2002 werd ook het baanvak Dinant - Y Neffe geëlektrificeerd in het kader van de elektrificatie van de Athus-Maaslijn, die verder loopt over spoorlijn 166 naar Bertrix.
De maximumsnelheid bedraagt 90 km/u.

## Treindiensten
De NMBS verzorgt het personenvervoer met IC, L-, Piekuur- en ICT-treinen.
| Serie              | Treinsoort            | Route                                                                                               | Bijzonderheden                                                           |
| ------------------ | --------------------- | --------------------------------------------------------------------------------------------------- | ------------------------------------------------------------------------ |
| IC 17              | Intercity (NMBS)      | Brussels Airport-Zaventem – Brussel-Luxemburg – Namen – Dinant                                      | Rijdt in het weekend tussen Brussel-Zuid en Dinant.                      |
| L 6050             | L-trein (NMBS)        | Namen – Dinant – Bertrix – Libramont                                                                |                                                                          |
| P 7600/8600        | Piekuurtrein (NMBS)   | Rochefort-Jemelle – Namen – Brussel-Zuid                                                            | Rijdt alleen op werkdagen. Een trein Brussel - Rochefort-Jemelle.        |
| P 7620/8620RE 8600 | Piekuurtrein (NMBS)   | [ Luxemburg – Virton ] / [ [ Aarlen – Virton – ] / [ Dinant – ] Libramont – [ Ciney ] ]             | Een rechtstreekse trein Aarlen - Libramont. Een trein Libramont - Ciney. |
| P 7660/8660        | Piekuurtrein (NMBS)   | Bertrix – Dinant – Namen                                                                            | Rijdt alleen op werkdagen.                                               |
| P 7680/8680RE 8650 | Piekuurtrein (NMBS)   | [ Bertrix – Dinant ] / [ Libramont – [ Virton – ] / [ Marbehan – ] Aarlen ] / [ Athus – Luxemburg ] | Een trein Aarlen - Virton - Libramont. Een trein Athus - Luxemburg.      |
| P 7780/8780        | Piekuurtrein (NMBS)   | Charleroi-Centraal – Namen – Jambes                                                                 | Rijdt alleen op werkdagen. Een trein tot Jambes.                         |
| ICT 6975           | Toeristentrein (NMBS) | Dinant – Houyet                                                                                     | Rijdt van eind mei tot eind september.                                   |

## Aansluitingen
In de volgende plaatsen is of was er een aansluiting op de volgende spoorlijnen:
Namen
Spoorlijn 125 tussen Luik-Guillemins en Namen
Spoorlijn 130 tussen Namen en Charleroi-Centraal
Spoorlijn 142 tussen Namen en Tienen
Spoorlijn 142A tussen Namen en Saint-Servais
Spoorlijn 161 tussen Schaarbeek en Namen
Spoorlijn 162 tussen Namen en Sterpenich
Yvoir
Spoorlijn 128 tussen Ciney en Yvoir
Y Bouvignes
Spoorlijn 150 tussen Tamines en Jemelle
Y Neffe
Spoorlijn 150 tussen Tamines en Jemelle
Spoorlijn 166 tussen Y Neffe en Bertrix
Heer-Agimont grens
RFN 205 000, spoorlijn tussen Soissons en Givet

## Zie ook

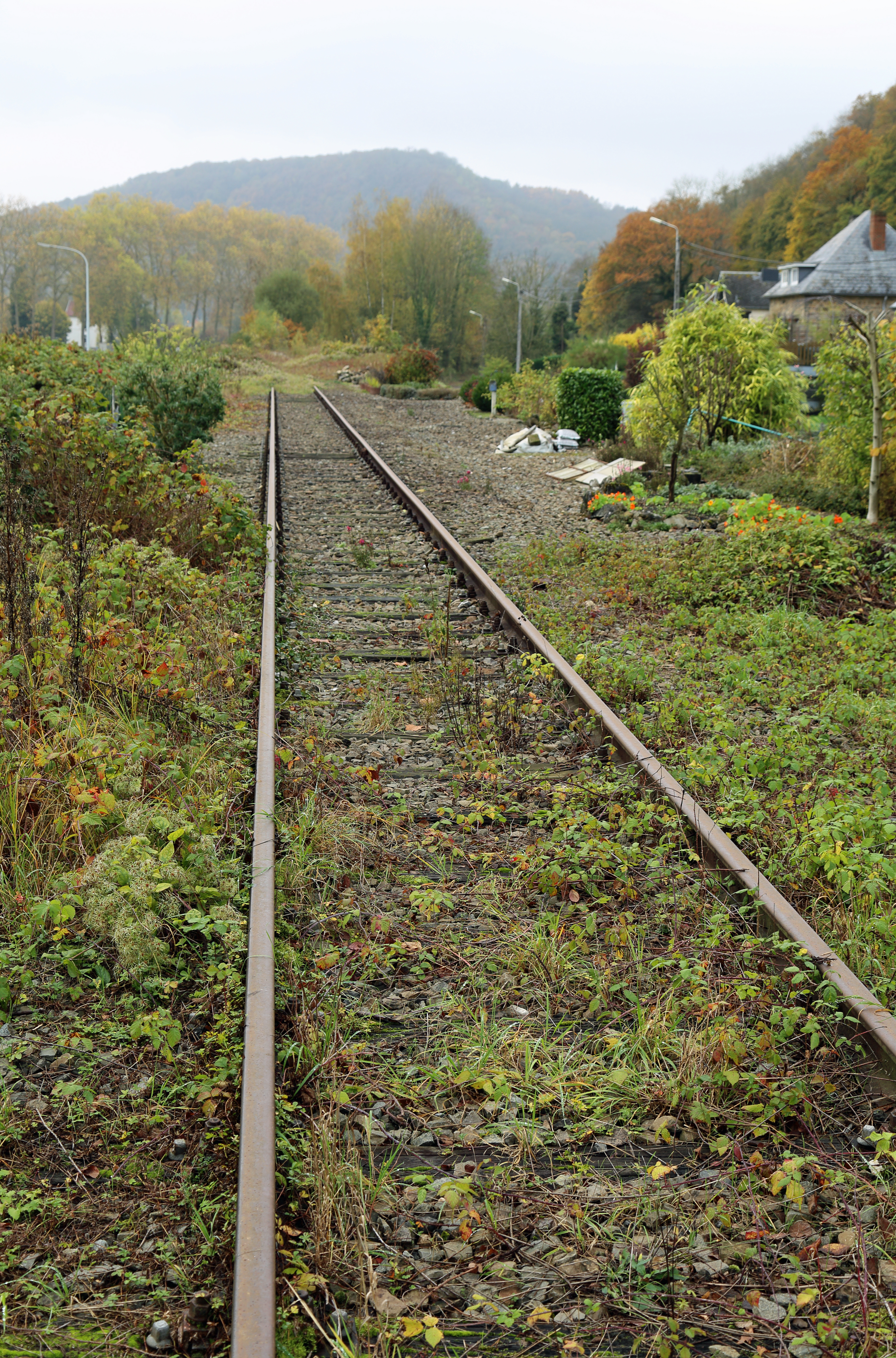
Het buiten gebruik gestelde deel van spoorlijn 154, even voorbij de aftakking "Y Neffe" in de richting van Givet.
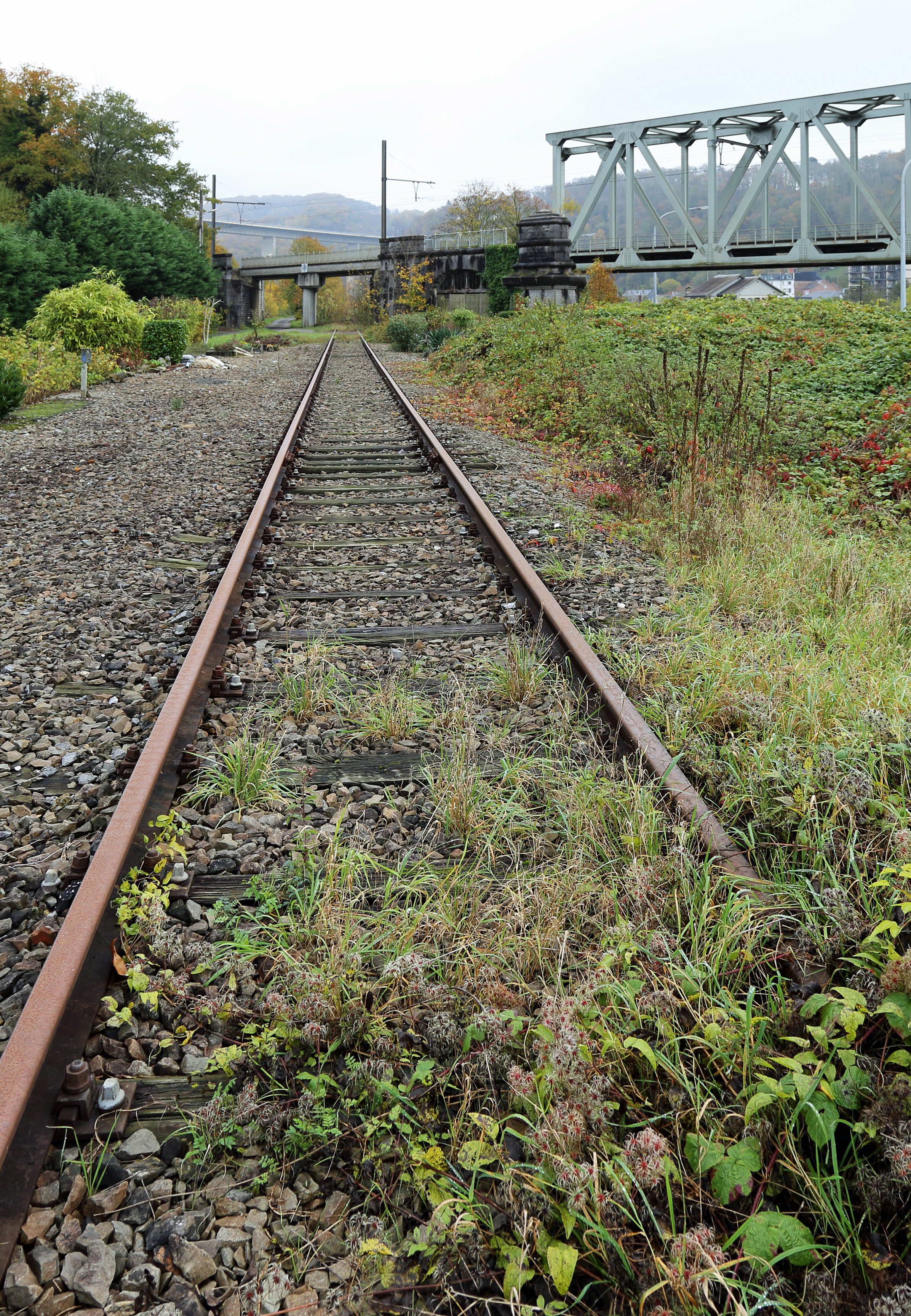
Het buiten gebruik gestelde deel van spoorlijn 154, gezien in de richting van de aftakking "Y Neffe". In de verte: spoorlijn 166 naar Bertrix en de spoorbrug van Anseremme over de Maas.

## Verbindingssporen
154/1: Y Anheé (lijn 150) - Y Houx (lijn 154)